# Рододендрон
Рододендрон (Rhododendron, з давньогрецької мови ῥόδον rhódon "троя́нда" and δένδρον déndron "де́рево"), давніше також азалія — рід рослин родини вересових. Налічує понад 600 видів. Росте в помірному поясі Північної півкулі. Більшість видів є гарноквітучими декоративними рослинами, багато з яких культивуються. При цьому найбільша різноманітність видів спостерігається в Південному Китаї, Гімалаях, Японії, Південно-Східної Азії, а також у Північній Америці. Зустрічаються також у Південній півкулі — у Новій Гвінеї і на північному сході Австралії. Рослини сильно відрізняються за розмірами: деякі види досягають висоти 30 м, але є і сланкі чагарнички. Розмір квіток — від крихітних до 20 см в діаметрі.
В Українських Карпатах на луках субальпійської зони росте занесений до Червоної книги рододендрон карпатський (Rhododendron myrtifolium), цвіте у червні. Зустрічається на Чорногорі, Свидовці і Мармаросах. Розмножується рододендрон переважно вегетативно. На Поліссі поширений рододендрон жовтий (Rhododendron luteum).

## Види
- Azalea pontica → Rhododendron luteum
- Rhododendron ferrugineum → Rhododendron myrtifolium
- Rhododendron luteum — рододендрон жовтий / азалія жовта (азалія понтійська)
- Rhododendron kotschyi → Rhododendron myrtifolium
- Rhododendron myrtifolium — рододендрон карпатський / рододендрон миртолистий (червона рута, азалія карпатська)[1]
- Rhododendron ambiguum — рододендрон мінливий.
- Rhododendron ponticum — рододендрон понтійський.

## Література

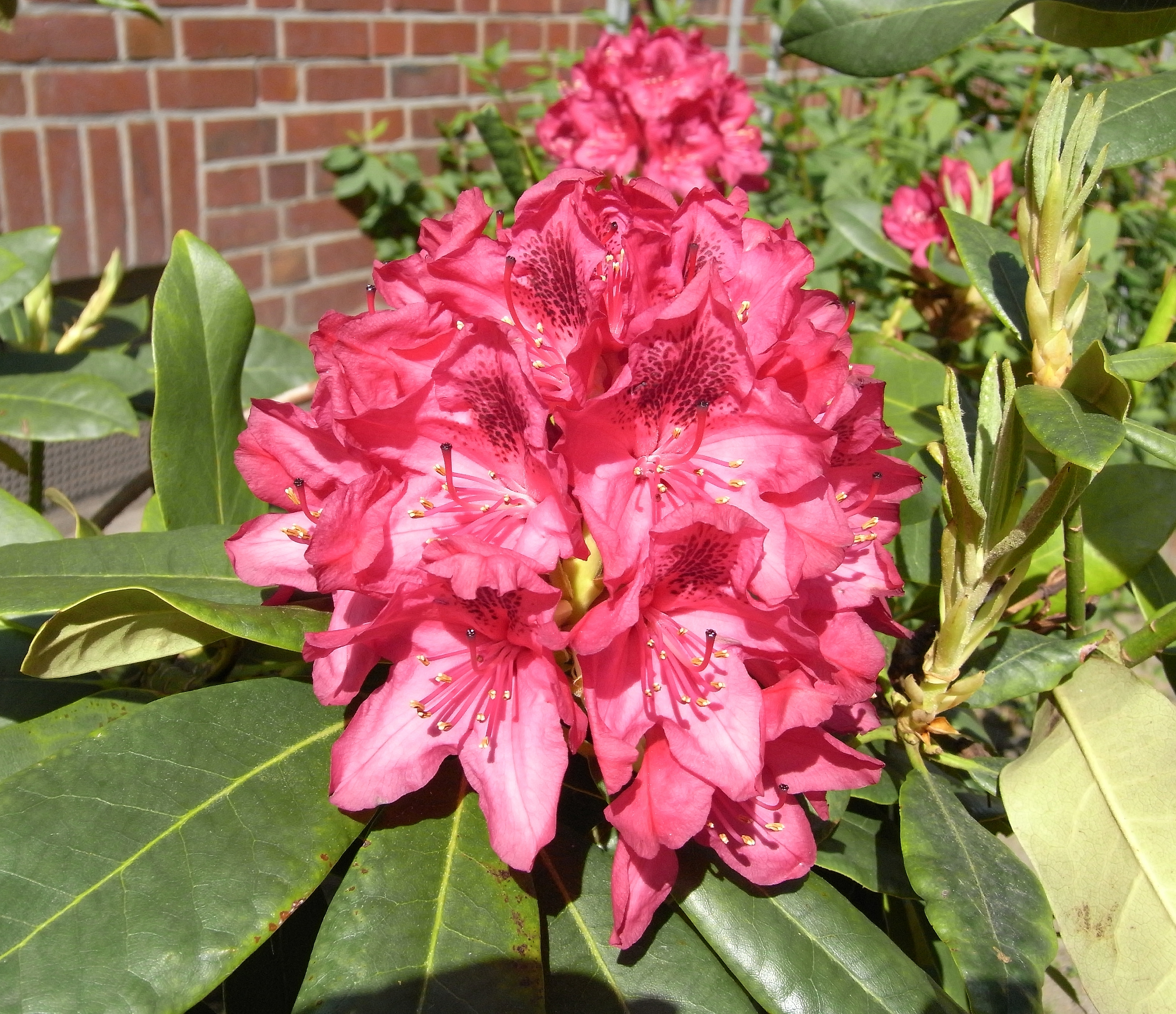

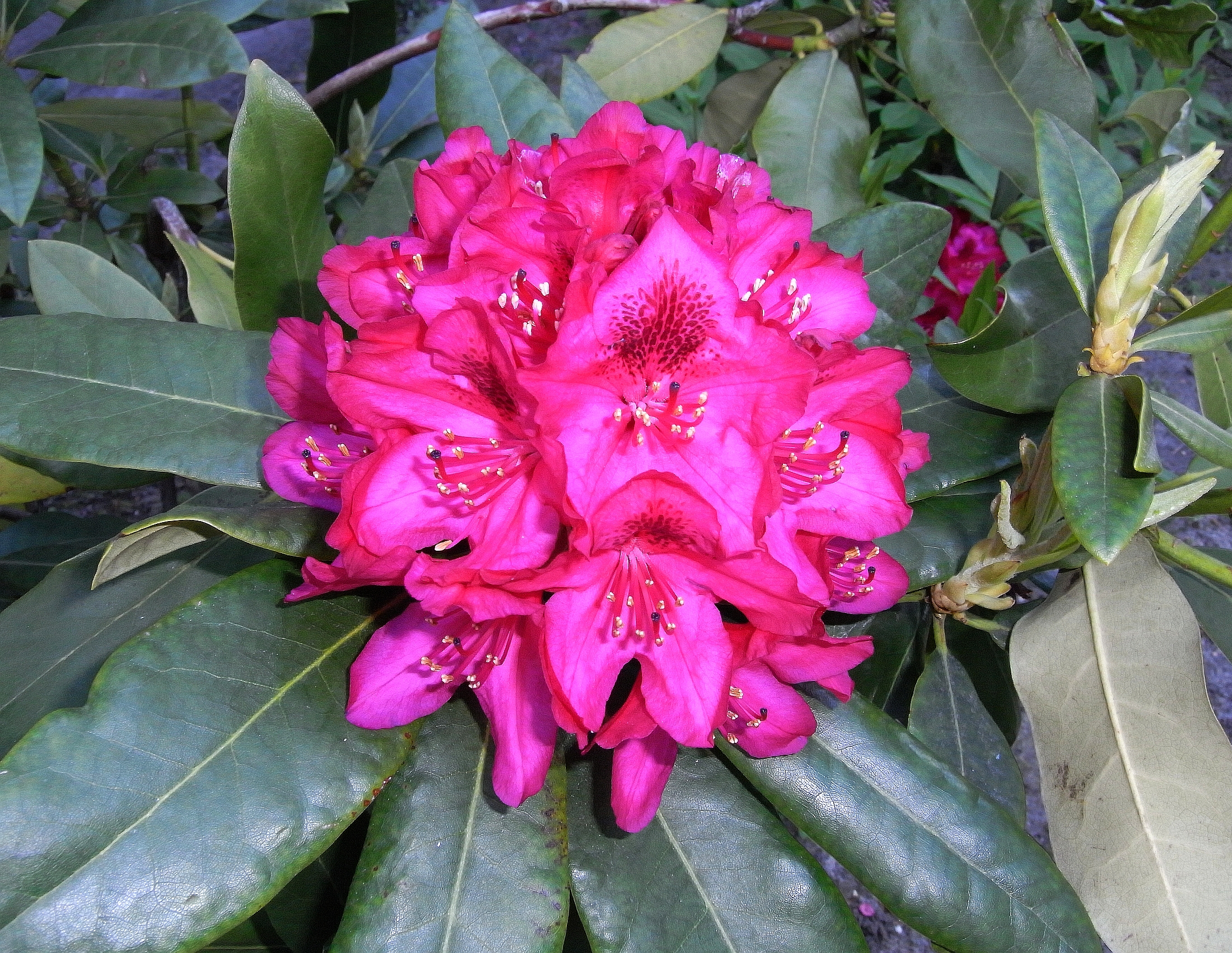